# Andrés Duque
Andrés Duque (Caracas, 1972) es un cineasta venezolano-español afincado en Barcelona, España. Su trabajo, situado en la no-ficción, tiene un fuerte carácter ensayístico  y autorreferencial. A través de su obra recorremos espacios insólitos; descubrimos personajes divinamente raros que interactúan con el cineasta.
Considerado por algunos críticos como uno de los cineastas más libres del cine español contemporáneo, su enfoque no se somete a los mandatos de la industria. Su obra se ha exhibido en diversos festivales e instituciones culturales en todo el mundo.
En el año 2022, ofreció una charla en el Festival de Cine L'Alternativa en la que habló sobre la "estética inmigrante", destacando la ausencia de voces inmigrantes en la cinematografía española y proponiendo una escritura fílmica que, desde la subjetividad, visibilice una representación auténtica del sujeto migrante.

## Trayectoria

### Primeros años
Andrés Duque nació en Caracas en 1972. Estudió periodismo en Venezuela. En 1994 se incorporó a la división latinoamericana de HBO como escritor y director de reportajes sobre cine. Cubrió festivales de cine como Cannes, Sundance, Berlín, San Sebastián y Toronto, entre otros.

### Carrera
En el año 2000 se trasladó a Barcelona, España donde estudió un Máster en Teoría y Práctica del Documental Creativo.
En 2004 realiza su primera película, Iván Z, un retrato del cineasta de culto y cartelista Iván Zulueta, que le permitió participar en más de una decena de festivales internacionales, y le valió la nominación al Premio Goya en la categoría de Mejor Cortometraje Documental. La película explora la vida y obra de Zulueta, uno de los cineastas de vanguardia más importantes en España y es también una inmersión profunda en su universo creativo.

En el año 2007 los comisarios Josetxo Cerdán y Antonio Weinrichter proponen un programa de cine que pretende radiografiar nuevas prácticas de producción independiente con una fuerte pulsión documentalista y experimental llamada D-generación - experiencias subterráneas de la no ficción española exhibida en el festival de Las Palmas de Gran Canaria en abril de 2009 y luego recogida por el Centro Galego de Artes da Imaxe (CGAI).  
[...] D-generación evoca una serie de posibles sentidos que cubren casi todos los ángulos de la propuesta. Alude, en primer lugar, al hecho de que estamos considerando una nueva generación, si bien -y esta contradicción nos complace- no todos ellos se pueden agrupar generacionalmente. A pesar de que es cierto que buena parte de los realizadores nacieron alrededor de 1970, esto tiene una importancia relativa, pero también es útil señalar que no estamos ante los nuevos alevines del cine español. Más bien al contrario: todos han llegado a su posición actual tras librar muy diferentes batallas dentro y fuera del audiovisual, y de España. La D alude al cine conocido anteriormente como documental: estas películas surgen de ese terreno informe en el que el cine de no-ficción radicaliza sus principios y coquetea con otras experiencias -debemos reconocerlo- más próximas a la vanguardia o a la videocreación que al cine de ficción."
En 2009, sufre un accidente que le obliga a permanecer en cama durante tres meses. Durante este período, comienza a digitalizar sus imágenes registradas en cintas de video8 y Hi8 [1990 - 2008]. La noción de transcodificar imágenes-recuerdos a ficheros (.mov) despierta en él el deseo de trabajarlas como una especie de collage visual. De manera similar a cómo el cineasta estadounidense Jonas Mekas recuperaba sus registros analógicos antiguos. El paso del tiempo, incluso el olvido, permite una excitación y una reflexión poética de las imágenes.
Duque se reafirma como un cineasta del entorno digital con tres obras que exploran su pasado como una deriva por distintas ciudades, entre ellas Caracas, Nueva York, Cali y Maputo. Las imágenes carecen de fechas específicas, lo que elimina la noción diarística y propone, en cambio, un viaje mental donde lo personal y lo político se entrelazan. Estas obras sintetizan algunas de sus ideas en torno a la identidad y el compromiso con el cine. A través de ellas, reflexiona sobre la imagen digital (con el disco duro como un nuevo símil del cerebro) y la disolución del corte o intervalo, lo que no solo redefine la construcción del tiempo, sino que también genera un efecto estético. Según el director, se trata de un “borrado de fronteras”, característico de la identidad inmigrante.
En esta etapa, produjo tres películas: Color perro que huye (2009), Ensayo final para utopía (2011) y Primeros síntomas (2015).
En el verano de 2012, viaja por primera vez a Moscú y San Petersburgo, donde conecta profundamente con la cultura. Desde entonces, su vida se centra en viajes continuos a estas ciudades, intentando hacer cine allí pese a las dificultades. De este interés surge el deseo de filmar al compositor Oleg Karavaichuk, un proyecto sumamente complicado debido a la naturaleza del personaje.
Posteriormente, emprende un viaje a la región de Carelia, motivado por Karavaichuk, quien le confesó ser carelio y lo animó a visitar esa tierra. Aunque incierto, el viaje no fue en vano: Duque logra capturar la belleza de este territorio fronterizo en su filme Carelia, internacional con monumento (2019).

## Rasgos clave de su obra
Duque se caracteriza por crear películas que diluyen fronteras territoriales, narrativas y poéticas. Sus obras suelen girar en torno a temas como la memoria, el tiempo y la convivencia. Una de las marcas distintivas de su cine es su fascinación por personajes excéntricos, únicos o marginales. Explora las vidas de personas o figuras que no se ajustan fácilmente a las normas sociales o culturales, revelando su complejidad y humanidad.
Aunque muchos de sus trabajos tienen un carácter personal, Duque también aborda temas universales como la identidad, la migración y las cuestiones de género, como temporalidades subjetivas y queer. Su cine refleja una búsqueda constante de nuevas formas narrativas y estéticas. Su crítica al cine no se limita a cuestionar el carácter ilusorio del aparato cinematográfico (cine sobre cine), sino que propone vías para una comprensión más vívida y auténtica de la realidad.
Esta propuesta implica reevaluar las lógicas narrativas dominantes y analizar los cambios ocurridos en el cine experimental en las últimas cuatro décadas. Duque busca revisar estrategias estéticas ya establecidas y propone una nueva reflexión que resista a las formas y relaciones hegemónicas que el cine de arte, amateur, subjetivo. Se trata de amoliar las fronteras de lo que la industria cultural pretende que es el cine de vanguardia o expiramétal. En resumen, sus reflexiones giran en torno a una defensa férrea de libertad, de lo espontáneo, sin imponer ningún tipo de canon. Incluso, sugiere que es preferible “fracasar mejor” antes que conformarse con fórmulas convencionales.
En este contexto, es crucial considerar los desafíos que las estrategias del cine experimental plantean a cineastas LGBTQ+ e inmigrantes, cuya posición como sujetos ha sido históricamente negada tanto en la vida real como en el ámbito de la representación cinematográfica. Estos cuestionamientos abren un debate sobre cómo el cine experimental puede, o debe, abordar estas tensiones sin perpetuar exclusiones o silencios. 

## Obras destacadas
Iván Z (2004) Este documental es uno de los primeros trabajos destacados del director, y se centra en la figura del cineasta español de culto Iván Zulueta, conocido por su obra vanguardista y experimental. El filme captura el encuentro con un Zulueta locuaz, lúcido y, a la vez, marcado por cierta desazón, quien ante la cámara rompe el hermético silencio que había mantenido durante años. Lejos de ser una hagiografía, la película se enfoca en el universo personal y artístico de este director clave de la vanguardia española, quien habla abiertamente sobre los fetiches y obsesiones que alimentan su imaginario creativo. El documental rescató del olvido a una figura mítica de las vanguardias cinematográficas españolas. Además, despertó conciencia en una nueva generación de cineastas sobre la importancia de recuperar la obra de autores marginados por la industria. Zulueta, a quien la crítica y el público de su tiempo no supieron comprender, logró un merecido reconocimiento póstumo. Hoy, su película Arrebato es considerada una de las mejores del cine español, a pesar de no haber tenido éxito ni haber sido valorada en su época.
Paralelo 10 (2005) En una esquina de Barcelona, una mujer filipina realiza todos los días un ritual mágico-geométrico cuyo significado permanecerá oculto al espectador. “Su amor por el mundo la aleja del mundo- comenta la voz en off.- Hay conexiones por todas partes, pero están escondidas”. En Paralelo 10, no hay ningún intento de explicar al otro; sí, en cambio, para conceder un lugar a esa otredad, desde donde la protagonista pueda desplegarse en toda su complejidad. Andrés Duque trabaja desde y para la fascinación por un ser marginal: registra su coreografía íntima y sugiere, con delicada levedad, esas posibles conexiones. Paralelo 10 se ha consolidado como una pieza de culto en la cinefilia española. En esta obra, el autor condensa por primera vez su visión narrativa híbrida, mientras propone una nueva forma de representación que disuelve la figura del "otro" en un espacio liminal y onírico. Además, es su primera exploración de una estética transnacional o postnacional, marcando un punto de inflexión en su trayectoria.
Color perro que huye (2011) es uno de los trabajos más personales y experimentales de Andrés Duque, donde logra entrelazar imágenes documentales, recuerdos íntimos y material de archivo para reflexionar profundamente sobre la memoria y la creación artística. En esta obra, Duque destaca por su manejo poético del material en video, que se convierte en memoria digital viva y mutable. Las secuencias, conectan lo personal con lo político. El filme despliega una estética donde los desplazamientos no solo son geográficos, sino también afectivos. Esta narrativa fragmentaria da lugar a una narrativa única, que escapa a las convenciones tradicionales y se construye a través de capas de sensaciones. En Color perro que huye, Duque consigue explorar los límites del lenguaje audiovisual y transforma el acto de recordar en un ejercicio profundamente creativo.
Ensayo final para utopía (2012): Es otro de sus trabajos experimentales, una película que combina distintas formas del documental, explorando imágenes de Mozambique del pasado y el presente. Hay un silencio presente en todo el filme. En contraste, vemos imágenes de archivo de mozambiqueños bailando el día de la revolución, así como otras imágenes del presente grabadas por el cineasta donde vemos también a jóvenes bailando. Duque combina estas imágenes de su viaje a Mozambique con las de su padre, durante el último mes de su vida. Una mirada poética y una reflexión política surgen del duelo y la aceptación.
Oleg y las raras artes (2016): Una de sus películas más conocidas donde retrata al músico ruso Oleg Karavaichuk,un compositor excéntrico y genio que vivió bajo el régimen soviético. La película se centra en Karavaychuk como una figura compleja, cuya música refleja su espíritu indomable y fuera de lo común. Esta obra recibió elogios por su forma íntima y visualmente rica de retratar al artista. Aunque no hay evidencia pública de que Karavaichuk se identificara explícitamente como queer, su rechazo a las normas sociales y su estilo de vida no normativo pueden interpretarse como una forma de resistencia a las expectativas tradicionales de género y sexualidad. Su vida y obra reflejan una búsqueda constante de autenticidad y libertad artística, desafiando las convenciones establecidas. 
Carelia, internacional con monumento (2019) es una película que reafirma el compromiso de Andrés Duque con la exploración de las conexiones entre el presente, la memoria y los silencios históricos. En esta obra, el cineasta adopta un enfoque poético y contemplativo para abordar cómo las tensiones de la memoria histórica se manifiestan en un contexto rural, en el paisaje físico y humano de la región de Carelia, un territorio marcado por el peso de la guerra. La película recurre a una narrativa fragmentaria, mezclando imágenes de los paisajes naturales con registros íntimos de la vida cotidiana en una casa familiar. Este contraste sugiere una coexistencia incómoda entre lo visible y lo oculto: un pasado enterrado literalmente bajo el suelo y una historia que aún lucha por ser recordada y reconocida. La exploración del subsuelo, tanto físico como metafórico, se convierte en un motivo recurrente que simboliza las capas de la memoria reprimida. El giro final hacia la denuncia de la detención del historiador Yuri Dmitriev,  quien dedicó su vida a exhumar las fosas comunes de las víctimas del estalinismo en Carelia, eleva la película a un nivel político explícito. Aunque el filme se realizó cuatro años antes del conflicto en Ucrania, ha sido interpretado como un reflejo anticipatorio de la guerra provocada por Vladimir Putin .

## Estilo visual y narrativo
Visualmente, Duque apuesta por una estética diferente en cada una de sus películas utilizando material de archivo, grabaciones digitales y registros cotidianos que transforma en poesía visual. Su manejo de las imágenes no busca una representación directa de la realidad, sino una reinterpretación que las convierte en piezas vivas, con resonancias emocionales y simbólicas. Esto le permite construir un lenguaje propio, que a menudo se articula en capas superpuestas de percepción y afecto.
Narrativamente, su obra adopta un enfoque ensayístico y autorreferencial. Duque no es un observador distante; interactúa con los personajes y los espacios, incorporando su subjetividad como parte esencial del relato. Esta perspectiva genera un diálogo constante entre el cineasta, su entorno y los temas que aborda, como la memoria, la identidad y la inmigración. Su fascinación por personajes excéntricos, marginados o únicos es recurrente, explorando sus vidas y complejidades con sensibilidad y sin prejuicios.
El cine de Duque también tiene una dimensión política y crítica. Su "estética inmigrante", por ejemplo, desafía las narrativas hegemónicas y da visibilidad a sujetos históricos y culturales marginados, como inmigrantes y figuras queer. En sus películas, las estructuras narrativas tradicionales son subvertidas, abriendo espacio para nuevas formas de representación que cuestionan tanto el aparato cinematográfico como las dinámicas de poder que este reproduce. Su compromiso con la innovación estética y su interés en las narrativas subjetivas y marginales lo convierten en un referente imprescindible del cine experimental.
La página web del cineasta presenta una amplia y variada colección de escritos que profundizan en su obra.

## Reconocimientos
Ha obtenido numerosos premios y reconocimientos en festivales de cine de todo el mundo como Punto de Vista Festival de Cine de Navarra, Cinéma du Réel en Paris, Dokufest en Kosovo, D'A en Barcelona, Unicorn Awards en Rusia-Reino Unido, Premios Goya en España, así como el Premi Ciutat de Barcelona (2012). Sus obras han sido exhibidas en centros culturales como el Museo Nacional Centro de Arte Reina Sofía, Museo de Arte Contemporáneo de Barcelona, Museo de Arte Moderno de Viena, Museo de Arte Contemporáneo de Moscú (GARAGE) y Museo del Hermitage en San Petersburgo, entre otros.
Ha sido profesor de la Escuela Internacional de Cine y Televisión de San Antonio de los Baños en Cuba.

## Filmografía
- 2024. The King is Dead. (25 min) 4K
- 2022. Monte Tropic, una historia del confinamiento. (73 min) 4K
- 2019. Carelia: International with Monument. (90 min) HD
- 2016. Oleg y las raras artes. (70 min) HD
- 2015. Una película recordada. (24 min) HD
- 2015. Primeros Síntomas (50 min) Hi8
- 2012. Ensayo final para utopía (75 min) HD
- 2011. Color perro que huye (70 min) HD
- 2009. No es la imagen es el objeto (11 min) DV
- 2008. All You Zombies (40 min) DV
- 2007. La Constelación Bartleby (24 min)
- 2006. Landscapes in a Truck (38 min) DV
- 2005. Paralelo 10 (26 min) DV
- 2004. Ivan Z (56 min) DV (Copia en 35mm)